# Павлівка (Вакулівська сільська громада)
Павлі́вка — село в Україні, у Вакулівській сільській громаді Криворізького району Дніпропетровської області. Населення — 60 мешканців.

## Географія
Село Павлівка знаходиться на правому березі річки Жовтенька, нижче за течією на відстані 1 км розташоване село Мар'ївка, на протилежному березі — село Явдохівка.

## Населення

### Мова
Розподіл населення за рідною мовою за даними перепису 2001 року:
| Мова       | Відсоток |
| ---------- | -------- |
| українська | 97,6 %   |
| російська  | 1,2 %    |
| молдовська | 1,2 %    |

## Інтернет-посилання
- Погода в селі Павлівка [Архівовано 21 грудня 2011 у Wayback Machine.]

1. ↑  Рідні мови в об'єднаних територіальних громадах України — Український центр суспільних даних